# لويس دبليو. بالارد
لويس دبليو. بالارد (بالإنجليزية: Louis W. Ballard)‏ هو صحفي وكاتب أغاني ورسام وملحن أمريكي، ولد في 8 يوليو 1931، وتوفي في 9 فبراير 2007 في سانتا فيه في الولايات المتحدة بسبب سرطان.

## وصلات خارجية
- لويس دبليو. بالارد على موقع الموسوعة البريطانية (الإنجليزية)
- لويس دبليو. بالارد على موقع ميوزك برينز (الإنجليزية)